# OCN (頻道)
OCN（英語：Orion Cinema Network）是CJ E&M旗下的大韓民國有線電視頻道，主要以播放電影與影集為主，每年播出之電影超過3000部，是韓國最大規模的電影頻道。電視劇方面，OCN自製電視劇以「OCN Original Series為名播出，以犯罪、刑偵、神秘、穿越、靈異驅魔等題材為主。
1995年時，由大宇集團旗下的大宇傳媒創立此頻道，並定名為「DCN」（英語：Daewoo Cinema Network），於1999年因大宇傳媒倒閉而由好麗友製菓旗下的On-Media接手，2010年時CJ集团收購了On-Media，因此OCN正式成為CJ E&M旗下的一個有線電視頻道。

## 原創戲劇作品

### 電視劇

#### 最高收視率排行
- 以下記載《戲劇作品》排名前10位的最高全國平均收視率（非首都區、非瞬間最高收視）、相關最高收視的集數和日期（非總集數和大結局日期）。

| 排行 | 作品                | 最高收視集數 | AGB 全國平均 | 收視排名 | 日期       | 檔期 |
| ---- | ------------------- | ------------ | ------------ | -------- | ---------- | ---- |
| 1    | 驅魔麵館            | 16           | 10.999%      | 1        | 2021/01/24 | 週末 |
| 2    | Voice2              | 12           | 7.086%       | 2        | 2018/09/16 | 週末 |
| 3    | Watcher             | 16           | 6.585%       | 3        | 2019/08/25 | 週末 |
| 4    | 隧道                | 16           | 6.490%       | 4        | 2017/05/21 | 週末 |
| 5    | 火星生活            | 16           | 5.851%       | 5        | 2018/08/05 | 週末 |
| 6    | Player              | 14           | 5.803%       | 6        | 2018/11/11 | 週末 |
| 7    | Voice3              | 16           | 5.517%       | 7        | 2019/06/30 | 週末 |
| 8    | Voice               | 3            | 5.406%       | 8        | 2017/01/21 | 週末 |
| 9    | Missing：他們存在過 | 12           | 4.811%       | 9        | 2020/10/11 | 週末 |
| 10   | 壞傢伙們：惡的都市  | 16           | 4.797%       | 10       | 2018/02/04 | 週末 |
| 10   | 救救我              | 16           | 4.797%       | 10       | 2017/09/24 | 週末 |

- 資料來源： [每日收視數據表] (AGB).   [2019-05-13]. （原始内容存档于2016-06-01） （韩语）.
- 「收視率」數據摘自AGB有線電視全國平均收視率，包括節目播放間中廣告，播放前後廣告除外。

## 美國／英國影集
- 《CSI》
- 《CSI: CYBER》
- 《CSI: MIAMI》
- 《CSI: NY》
- 《NCIS》
- 《NCIS: LA海軍犯罪搜查隊》（NCIS: LA 해군범죄수사대/NCIS: LA 海軍犯罪搜事隊）
- 《GOTHAN》（고담）
- 《Good Wife》（굿 와이프）
- 《格林兄弟》（그림형제/그림兄弟）
- 《Nikita》（니키타）
- 《Dr. Jason》（닥터제이슨）
- 《Last Ship》（라스트 쉽）
- 《Resurrection（英语：Resurrection (U.S. TV series)）》
- 《Revenge》（리벤지）
- 《Ripper Street》（리퍼 스트리트）
- 《Mentalist》（멘탈리스트）
- 《Modern Family》（모던 패밀리）
- 《Motive》（모티브）
- 《Medium》
- 《Mistresses》
- 《Body of Proof》
- 《VEGAS》
- 《Bates Motel》
- 《Bones》
- 《Beast（英语：The Beast (2009 TV series)）》
- 《性犯罪搜查隊：SVU》
- 《Sherlock》
- 《Supernatural》
- 《Stalker》
- 《Spartacus》
- 《Alcatraz》
- 《Arrow》
- 《Emily的醫院24小時》
- 《Elementary》
- 《Originals》
- 《Castle》
- 《Continuum》
- 《Coma（英语：Coma (US miniseries)）》
- 《Constantine》
- 《Criminal Minds》
- 《Touch》
- 《Tomorrow People》
- 《Transporter: Series》
- 《Following》（팔로잉）
- 《Perception（英语：Perception (U.S. TV series)）》
- 《Person of Interest》（퍼슨 오브 인터레스트）
- 《Prison Break》（프리즌 브레이크）
- 《Hawaii Five-O》（하와이 파이브-오）
- 《House》（하우스）
- 《Hunted》
- 《White Collar》（화이트 칼라）

## 子頻道
- OCN Series：2009年增設，以播放美國影集或是重播OCN自製電視影集為主，2016年關閉。
- OCN Movies：原為Channel CGV，2020年3月更名為OCN系列頻道。
- OCN Thrills：原為OCN Action，2003年3月更名為Super Action，2020年3月再次回歸OCN系列頻道。

## 外部連結
- 官方网站
- 官方部落格（页面存档备份，存于）
- OCN的Facebook專頁